# Ideobisium trifidum
Ideobisium trifidum är en spindeldjursart som först beskrevs av Stecker 1875.  Ideobisium trifidum ingår i släktet Ideobisium och familjen spinnklokrypare. Inga underarter finns listade i Catalogue of Life.